# اليمين المتطرف في بولندا

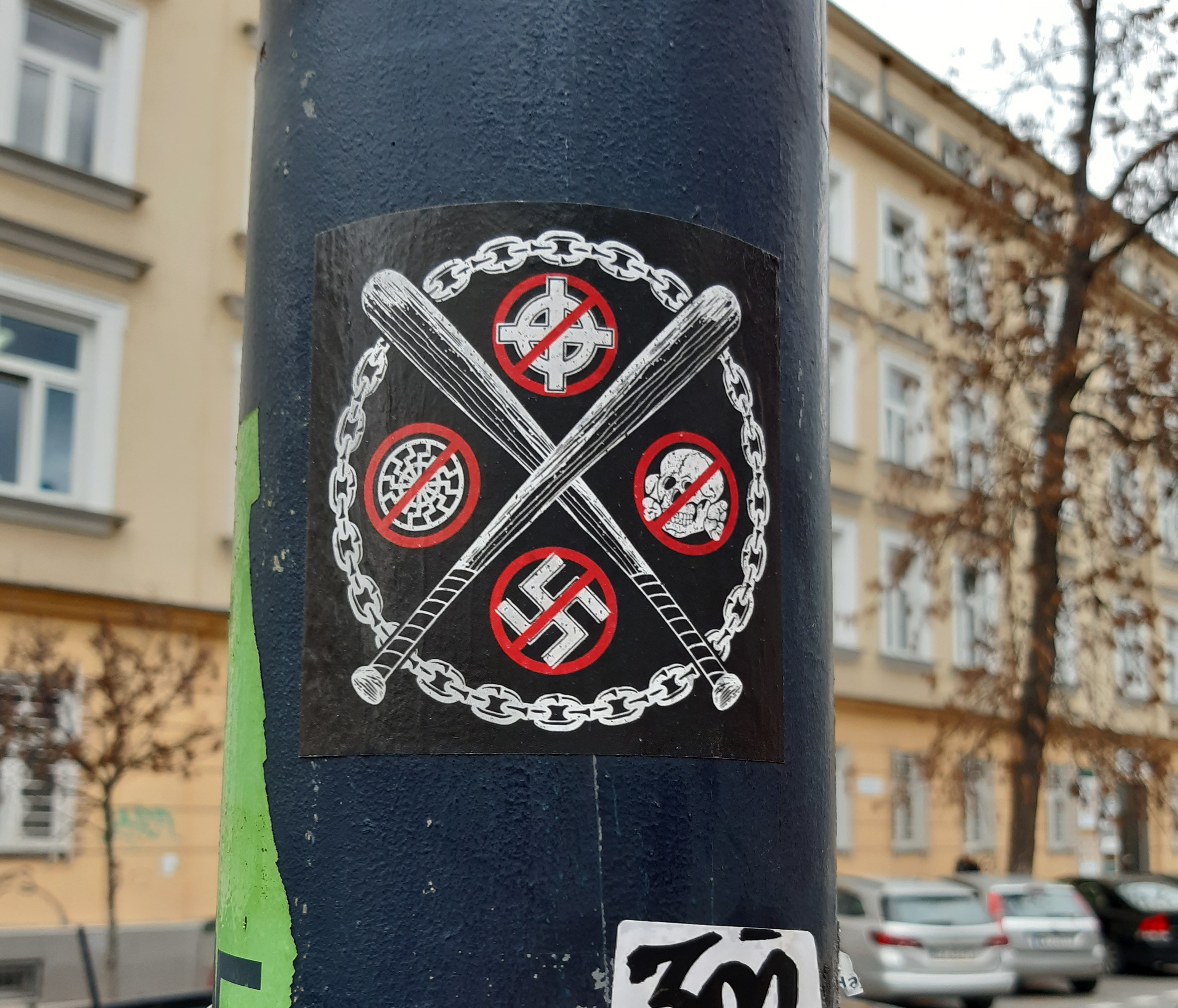
ملصق مضاد للفاشية في وارسو، بولندا.

كما هو الحال في دول أخرى في جميع أنحاء العالم، هناك العديد من المنظمات والأحزاب اليمينية المتطرفة العاملة في بولندا.

## أمثلة على التأثير

### معاداة الإسلام
وردت تقارير عن جرائم كراهية تستهدف الأقلية المسلمة في بولندا. تعمل الأحزاب والمنظمات الشعبوية اليمينية واليمينية علة تغذية العداء والكراهية تجاه الإسلام والمسلمين. حدثت جرائم الكراهية مثل الحرق العمد والعنف الجسدي في بولندا (على الرغم من أن عدد السكان المسلمين لا يتجاوز 0.1٪ ، أي 30.000 من أصل 38 مليون). كما أدلى السياسيون بتعليقات عنصرية ومعادية للمسلمين عند مناقشة أزمة المهاجرين الأوروبيين. في عام 2015، زعم ياروسلاف كاتشينسكي أن بولندا «لا يمكنها» قبول أي لاجئين لأنهم «قد ينشرون الأمراض المعدية». في عام 2017، صرح النائب الأول لوزير العدل باتريك جاكي أن «وقف الأسلمة هو ويستربلات».

### بعد إنتخابات 2015
في مايو 2016، على الرغم من انتقادات المنظمات غير الحكومية المعنية بحقوق الإنسان وأحزاب المعارضة والمنظمات اليسارية، لاسترضاء اليمين المتطرف، قامت حكومة القانون والعدالة اليمينية بحل هيئة استشارية وتنسيقية حكومية تعاملت مع «التمييز العنصري وكراهية الأجانب وما يتصل بها من تعصب»(Rada ds. Przeciwdziałania Dyskryminacji Rasowej، Ksenofobii i związanej z nimi Nietolerancji)، من خلال الادعاء بأن مهمتها كانت «غير مجدية».